# Greslania montana
Greslania montana är en gräsart som beskrevs av Benedict Balansa. Greslania montana ingår i släktet Greslania och familjen gräs. Inga underarter finns listade i Catalogue of Life.